# Порта „Македония“
Порта „Македония“, наричана и Триумфална арка - „Македония“ (на македонска литературна норма: Порта „Македонија“) е триумфална арка, помещаваща музейна експозиция, в град Скопие, столица на Северна Македония.
Обявена е за паметник на културата. Сградата е част от Музея на македонската борба. Разположена е на улица „11 октомври“ № 4 А, на десния бряг на река Вардар, в рамките на площад „Пела“. Цената на портата е 4,4 милиона евро.

## Описание
Арката е пусната предсрочно в експлоатация на 8 септември 2011 година, в чест на 20-годишнината от независимостта на Северна Македония, част е от проекта „Скопие 2014“. Дело е на скулпторката Валентина Стевановска. Официално е открита на 6 януари 2012 година, реч изнася премиерът Никола Груевски.
Състои се от сутерен, приземие и 7 етажа с площ от около 860 м²: 6 етажа са галерии и последният етаж е отворена тераса. В мазето има технически помещения, на приземния етаж е разположен музеен магазин. На фасадите има релефи от бял мрамор, изобразяващи епизоди и личности от историята на Македония, както и бронзови скулптури на момче и момиче.
Зад арката е статуята „Воин на кон“, също дело на Стевановска.